# Santa Ana del Valle
Santa Ana del Valle là một đô thị thuộc bang Oaxaca, México. Năm 2005, dân số của đô thị này là 1996 người.